# Cutrofiano
Cutrofiano – miejscowość i gmina we Włoszech, w regionie Apulia, w prowincji Lecce.
Według danych na rok 2004 gminę zamieszkiwało 9088 osób, 165,2 os./km².